# Edict van Amboise

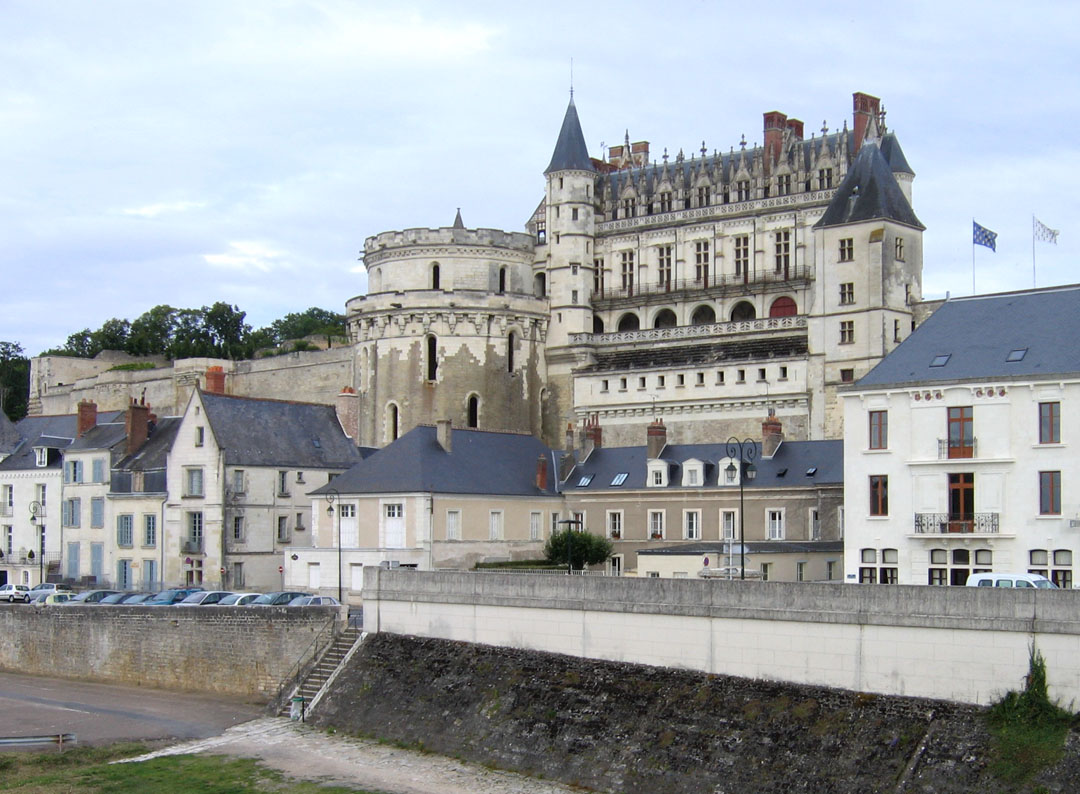
Kasteel van Amboise

Het Edict van Amboise is een Frans edict, getekend op het Kasteel van Amboise op 19 maart 1563, dat tot doel had een einde te maken aan de oorlog tussen de protestanten en katholieken, waarbij opnieuw enige vrijheden aan de protestanten werden verleend, zij het in mindere mate dan het uit 1562 stammende Edict van Saint-Germain.
Grootste probleem voor de bevestiging van dit Edict werden de verschillende parlementen, die het edict niet wensten te ratificeren. Op aandringen en toezeggingen gingen ze uiteindelijk akkoord, onder voorwaarde dat het verdrag door de nieuwe koning bij zijn meerderjarigheid bevestigd zou worden. Per Koninklijk Besluit (lit de justice) bevestigde Karel IX van Frankrijk het verdrag op 17 augustus 1563 en liet het zelfs uitbreiden.